# Secretaría del Trabajo y Previsión Social
La Secretaría del Trabajo y Previsión Social (STPS) es una de las veintiún secretarías de Estado que, junto con la Consejería Jurídica del Ejecutivo Federal y la Agencia de Transformación Digital y Telecomunicaciones, conforman el gabinete legal del presidente de México. Es el despacho del poder ejecutivo federal encargado de la administración y regulación de las relaciones laborales entre trabajador y empleador.
Es la encargada de diseñar, ejecutar y coordinar las políticas públicas en materia de generación de empleos, las relaciones contractuales, las agrupaciones de trabajadores, los derechos laborales y los Derechos sociales emanados de los anteriores. Todo lo anterior deberá vigilarlo y operarlo en función de lo que determinan el artículo 123 constitucional y la Ley Federal del Trabajo.
Sus facultades para ello incluyen, operar las Juntas de Conciliación y Arbitraje para la resolución de las disputas entre los factores de producción (empleados y empleadores); en coordinación con la SEP, dirigir los sistemas de formación profesional para el trabajo, y los cursos o capacitaciones para los trabajadores de todos los sectores económicos (en el sector primario habrá de coordinarse, además, con la SAGARPA); revisar que contratos colectivos, estatutos sindicales, reglamentos o políticas empresariales, procesos de producción y toda normatividad inherente a los empleos, no sean violatorias de la ley y la constitución, en cuyo caso podrá pedir a Tribunales en la materia, dictar invalidaciones o excepciones; dirigir la Procuraduría Federal de la Defensa del Trabajo; registrar toda asociación obrera, patronal y profesional; y coordinar las políticas de seguridad social.

## Historia
La falta de derechos laborales durante la época del porfiriato fue una de las causas de la revolución mexicana cuando la mayoría de la población vivía y trabajaba en actividades agrícolas. Tras el derrocamiento de Díaz, el presidente Francisco I. Madero decretó el 18 de diciembre de 1911 la creación del Departamento del Trabajo que dependió de la entonces Secretaría de Fomento, colonización e Industria, su carácter fue plenamente conciliatorio y fue la primera institución de su tipo en México. En 1915 el presidente Venustiano Carranza incorporó el Departamento de trabajo a la Secretaría de Gobernación, y 2 años después se promulgó la Constitución Política de 1917 en la que por primera vez se estableció una base para la justicia laboral en el país. Esta evolución democrática política originó a su vez que en 1940 se promulgara una estructura jurídica de dependencias del poder ejecutivo y en 1941 el presidente Manuel Ávila Camacho creó la Secretaría del Trabajo y Previsión Social, que ya no dependió a partir de entonces de otra secretaría. En 1976 se promulgó la Ley Orgánica de la Administración pública federal que incorporó las delegaciones federales de la secretaría en los 31 estados de la nación y el distrito federal. En 2003 fue promulgado el Reglamento interior de esta secretaría.

## Funciones
Según el artículo 40 de la Ley Orgánica de la Administración Pública Federal, le corresponde el despacho, entre otras, de las siguientes funciones:
- Vigilar la observación y aplicación de las disposiciones relativas contenidas en el artículo 123 y demás de la Constitución, en la del Trabajo y en sus reglamentos.
- Coordinar la formulación y promulgación de los contratos de la ley de trabajo.
- Promover el incremento de la productividad del trabajo.
- Promover el desarrollo de la capacitación y el adiestramiento en y para el trabajo, así realizar investigaciones, prestar servicios de asesoría e impartir cursos de capacitación que para incrementar la productividad en el trabajo requieran los sectores productivos del país, en coordinación con la Secretaría de Educación Pública.
- Establecer y dirigir el servicio nacional de empleo y vigilar su funcionamiento.
- Coordinar la integración y establecimiento de las Juntas Federales de Conciliación, de la Junta Federal de Conciliación y Arbitraje y de las comisiones que se formen para regular las relaciones obrero-patronales que sean de jurisdicción , así como vigilar su funcionamiento.
- Llevar el registro de las asociaciones obreras, patronales y profesionales de jurisdicción federal que se ajusten a las leyes.
- Dirigir y coordinar la Procuraduría Federal de la Defensa del Trabajo.
- Establecer la política y coordinar los servicios de seguridad social de la administración pública federal, así como intervenir como en los asuntos relacionados con el seguro social en los términos de la ley.
- Estudiar y proyectar planes para impulsar la ocupación en él.

## Organigrama
Para llevar a cabo dichas funciones, la secretaría cuenta con las siguientes unidades administrativas:
- Secretario
  - Oficina del secretario
    - Unidad de Delegaciones Federales del Trabajo
    - Unidad de Funcionarios Conciliadores
    - Unidad de Asuntos Internacionales
    - Dirección General de Comunicación Social

  - Subsecretaría del Trabajo, Seguridad y Previsión Social
    - Dirección General de Asuntos Jurídicos
    - Dirección General de Inspección Federal del Trabajo
    - Dirección General de Seguridad y Salud en el Trabajo
    - Dirección General de Registro de Asociaciones

  - Subsecretaría de Empleo y Política Laboral
    - Coordinación General de Empleo
    - Dirección General de Política Laboral
    - Dirección General de Investigación y Estadísticas del Trabajo

  - Subsecretaría de Desarrollo Humano para el Trabajo Productivo
    - Dirección General de Equidad y Género
    - Dirección General de Capacitación
    - Dirección General de Productividad

  - Oficialía Mayor
    - Dirección General de Programación y Presupuesto;
    - Dirección General de Desarrollo Humano;
    - Dirección General de Recursos Materiales y Servicios Generales y
    - Dirección General de Informática y Telecomunicaciones

### Órganos administrativos, descentralizados y entidades
- Congreso del Trabajo
- Procuraduría Federal de la Defensa del Trabajo
- Comité Nacional Mixto de Protección al Salario
- Comisión Nacional de los Salarios Mínimos
- Servicio Nacional de Empleo
- Junta Federal de Conciliación y Arbitraje
- Instituto del Fondo Nacional para el Consumo de los Trabajadores

## Programas
- Programa de Autogestión en Seguridad y Salud en el trabajo
- Distintivo "Empresa familiarmente responsable"
- Distintivo "Empresa agrícola libre de trabajo infantil"
- Distintivo Empresa incluyente "Gilberto Rincón Gallardo"
- Distintivo Empresa libre de trabajo infantil
- Premio Nacional de Trabajo
- Premio Nacional de Protección civil

## Normatividad
La secretaría del trabajo es la encargada de vigilar el cumplimiento de la normatividad en Seguridad y Salud en el trabajo en todo el territorio mexicano, todas estas disposiciones tienen como fundamento al artículo 123 de la Constitución Política de los Estados Unidos Mexicanos.

### Ley
- Ley Federal del trabajo

### Reglamentos
- Reglamento Federal de Seguridad y Salud en el trabajo
- Reglamento General de Inspección del Trabajo y aplicación de sanciones

### Normas Oficiales Mexicanas
- Normas de Seguridad
- Normas de Salud
- Normas de Organización
- Normas específicas
- Normas de producto